# Збуйна
Збуйна (пол. Zbójna) — деревня в Польше, входит в состав Ломжинского повята Подляского воеводства. Административный центр гмины Збуйна. Находится на региональной автодороге 645 примерно в 21 км к западу от города Ломжа. По оценке 2015 года, в деревне проживало примерно 1327 человек. Есть католический костёл (1889—1892).